# Fingest
Fingest – wieś w Anglii, w hrabstwie Buckinghamshire, w dystrykcie (unitary authority) Buckinghamshire. Leży 54 km na zachód od centrum Londynu.